# Staccato

A staccato jelölése a hangjegy feletti pont

A staccato egy zenei játékmód és zenei jel. Az olasz szó jelentése szaggatottan. Olyan előadásmódot jelent, amikor a jelölt hangokat egymástól kis szünettel elválasztva játsszák. Legkorábbi zeneelméleti leírása 1676-ból származik.

## Története
A 17.-18. században a hangjegy fölé írt vonással, ponttal, vesszővel jelölték, hogy a hangot nem a hangjegynek megfelelő időtartamig kell az előadónak kitartani, hanem szaggatva, az egymást követő hangokat rövid szünetekkel elválasztva kell megszólaltatni. A 19. században és a 20. század elején sokféle jelölés jelent meg különféle hosszúságú és karakterű staccatók jelölésére, bár szakmai közmegegyezés ezek használatában és pontos jelentésében nem alakult ki. A 20. század közepétől terjedt el az az általános jelölés, miszerint a hangjegy feletti pont jelöli a hagyományos staccatót, míg a vessző az ennél még rövidebben, élesebben játszott staccatissimót.

## Alkalmazása
- Staccato nélkülNéhány hang staccato nélkül játszva
- StaccatóvalUgyanaz a dallam staccatóval előadva

Nem tudod lejátszani a fájlt?
A staccato egy adott hang játékmódjára vonatkozó előírás, mely nem pusztán az előadói gyakorlat része, hanem a kottában is jelölik. A tényleges végrehajtásban, az élességében azonban van némi szabadsága az előadónak. A staccato nem változtatja meg a ritmust, a megszólaltatott hang időtartamát rövidíti (általában a felére), melyet szünettel pótol ki. A staccato hatóköre az egy száron írt hangjegyekre együttesen érvényes. Ez azt jelenti, hogy míg az egy száron levő hangjegyeknél egy pont az összes hangra staccato játékmódot ír elő, addig a különálló száron jelzett hangoknál csak akkor kell mindegyiket staccatóval játszani, ha rajtuk az külön-külön jelölve van.

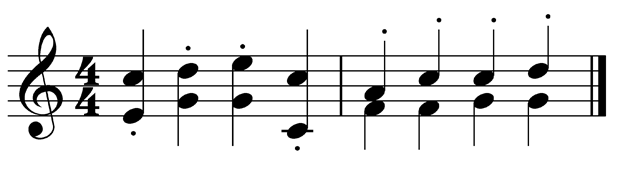
A staccato hatóköre. A közös száron levő hangokra együttesen érvényes, a különálló hangjegyekre külön-külön előírandó

A staccato ellentéte a legato, mely hosszan kitartott, folytonos játékmódot jelent. A két ellentét között megkülönböztetnek egy köztes esetet is, melyet a szaknyelv mezzo staccatónak nevez.
A vonósok számára előírt staccato vonóval adandó elő, azaz nem a pizzicato egyik válfaja. Kétféle módon is előadható: vagy hangonként váltott vonóval (ha a hangnak hangsúlyt is adnak, lásd pl, marcato, martellato), vagy több hang egy vonóra vételével szólaltatják meg (pl. gyors tempó esetén). A staccato során a vonó — a spiccatóval és a sautillével ellentétben — nem hagyja el a húrokat.